# ام‌سی‌جی+۰۴–۳۵–۰۱۷
ام‌سی‌جی+۰۴-۳۵-۰۱۷ یک کهکشان‌ است.